# Tiffany Hsu
Dans ce nom chinois, le nom de famille, Hsu, précède le nom personnel.
Tiffany Hsu (chinois : 许玮甯 ; pinyin : Xǔ Wěinìng ; Wade-Giles : Hsu3 Wei3 Ning4), née le 7 août 1984 à Taipei, est une actrice et mannequin taïwanaise.

## Biographie

### Jeunesse et études
Fille unique d'un père italo-américain et d'une mère Taïwanaise, Tiffany Hsu grandit sans connaitre son père biologique qui a quitté sa famille après sa naissance. À l'école, elle est victime de harcèlement scolaire à cause de son physique bi-racial. Elle a également déclaré : « Je détestais prendre des photos quand j'étais à l'école secondaire. Avant, j'ai essayé de me couper les cheveux moi-même, tout en espérant avoir les cheveux raides comme tout le monde,». En 2007, elle a été diplômée de la Chinese Culture University où elle a étudié le théâtre

### Carrière
Tiffany Hsu débute en tant que mannequin en signant un contrat avec l'agence Catwalk Modelling Agency et tourne dans des publicités en 2002. En 2003, elle joue dans sa toute première série télévisée, Yuan Lai Zheng Hao avec Joe Cheng, son partenaire avec qui elle a tourné dans la publicité Yamaha.
En 2004, Tiffany Hsu apparaît dans la série My Puppy Lover dans le rôle de la petite amie de l'étudiant X. Elle joue dans la série, Nine-Ball dans le rôle de la meilleure amie de Ah Yin. Elle apparaît dans la série Michael the Archangel's Dance.
En 2005, Tiffany Hsu interprète le rôle de Pei Zi Yu dans la série It Started With a Kiss. En 2007, Tiffany Hsu interprète une seconde fois le rôle de Pei Zi Yu pour la deuxième saison de la série They Kiss Again.
En 2009, Tiffany Hsu interprète le rôle de He Yi Qian, une doctoresse qui prend soin de Ren Guang Xi après l'opération de ce dernier pour son cancer dans la série Autumn's Concerto.
En 2013, Tiffany Hsu joue dans le téléfilm sino-singapourien Cupid's World of Happiness avec Leon Jay Williams. Ce téléfilm était sa première collaboration avec l'acteur, qu'elle avait déjà rencontré lors de la cérémonie des Golden Bell Adwards.
En 2020, elle intègre le casting de la série policière Netflix The Victims' Game, et y interprète la journaliste Hsu Hai-yin.

## Filmographie

### Séries télévisées
| Année | Titre anglophone          | Titre originial        | Rôle           | Notes                                   |
| ----- | ------------------------- | ---------------------- | -------------- | --------------------------------------- |
| 2004  | Jia You Fei Fei           | 家有菲菲               | Fei Fei        |                                         |
| 2005  | It Started with a Kiss    | 惡作劇之吻             | Pei Ziyu       |                                         |
| 2007  | They Kiss Again           | 惡作劇2吻              | Pei Ziyu       |                                         |
| 2008  | Time Story                | 光陰的故事             | Ni Ni          |                                         |
| 2009  | ToGetHer                  | 愛就宅一起             | Yan Shijia     |                                         |
| 2009  | Autumn's Concerto         | 下一站，幸福           | He Yiqian      |                                         |
| 2009  | Roseate-Love              | 紫玫瑰                 | Mina           |                                         |
| 2010  | Qing Mi Xing Ti Yan       | 清蜜星体验             |                |                                         |
| 2010  | Scent of Love             | 就是要香戀             | Li Zhenzhen    |                                         |
| 2010  | Days We Stared at the Sun | 他们在畢業的前一天爆炸 | Policière      |                                         |
| 2011  | Love You                  | 醉後決定愛上你         | Avril Tang     |                                         |
| 2012  | Love Me or Leave Me       | 我租了一個情人         | Ji Qing        |                                         |
| 2012  | The Late Night Stop       | 小站                   | Wu Yating      |                                         |
| 2014  | The Way We Were           | 16個夏天               | Zheng Ruirui   |                                         |
| 2015  | Wake Up                   | 麻醉風暴               | Yang Wei-yu    |                                         |
| 2016  | Rock Records in Love      | 滾石愛情故事           | Hsu Chung-hsiu | épisode : Infatuation ('鬼迷心竅)       |
| 2016  | Fresh Off the Boat        | 菜鳥新移民             | Margaret       | Saison 3, épisode : Coming from America |
| 2017  | Wake Up 2                 | 麻醉風暴2              | Yang Wei-yu    |                                         |
| 2018  | My Dear Boy               | 我的男孩               | Assistante     | épisode 19                              |
| 2020  | The Victims' Game         | 誰是被害者             | Hsu Hai-yin    | Série Netflix                           |
| 2020  | Dear Diary                | Ai在西元前             |                | Web-série                               |
| 2020  | Missing Persons           | 失蹤人口               |                | Web-série (apparition)                  |

### Films
| Année | Titre anglophone              | Titre originam         | Rôle                   | Notes                                     |
| ----- | ----------------------------- | ---------------------- | ---------------------- | ----------------------------------------- |
| 2006  | Amour-Legende                 | 松鼠自殺事件           | Coco                   |                                           |
| 2009  | Taipei 24H                    | 台北異想               | Femme d'affaires       |                                           |
| 2010  | The Bund 1848-1945            | 外灘佚事               | Li Xianglan            | Film documentaire                         |
| 2010  | How Are You? I'm Fine         | 你好嗎？我很好         |                        | Court-métrage pour Samsung                |
| 2012  | Cupid's World of Happiness    | 丘比特的幸福世界       |                        | Resorts World Sentosa (court métrage)     |
| 2012  | Wishing for Happiness         | 想幸福的人             | La fille de la rivière | Court-métrage                             |
| 2014  | Design 7 Love                 | 相愛的七種設計         | Doris                  |                                           |
| 2014  | Dream Flight                  | 想飛                   | Xie Xinyi              |                                           |
| 2015  | Inside Out                    | 腦筋急轉彎             | La tristesse           | Voix en version taïwanaise (dessin-animé) |
| 2015  | End of A Century: Mia's Story | 世紀末的華麗           | Mia                    | Court-métrage                             |
| 2015  | The Tag-Along                 | 紅衣小女孩             | Shen Yi-chun           |                                           |
| 2015  | White Lies, Black Lies        | 失控謊言               | Hsiao-chen             |                                           |
| 2017  | Battle of Memories            | 記憶大師               | Une femme mystérieuse  |                                           |
| 2017  | Who Killed Cock Robin ?       | 目擊者                 | Maggie                 |                                           |
| 2017  | A Nail Clipper Romance        | 指甲刀人魔             | Carman                 |                                           |
| 2017  | Ning                          | 甯                     |                        | Court-métrage pour Vogue Taïwan           |
| 2017  | The Tag-Along 2               | 紅衣小女孩2            | Shen Yi-chun           |                                           |
| 2018  | The Tag-Along: The Devil Fish | 人面魚：紅衣小女孩外傳 | Shen Yi-chun           | Apparition                                |
| 2020  | The Darker The Lake           | 湖深之處               | Rebeka                 |                                           |
| 2020  | The Strangled Truth           | 滅相                   |                        |                                           |
| 2020  | Home Sweet Home               | 秘密訪客               |                        |                                           |

### Apparitions dans des clips musicaux
| Année | Artiste     | Titre                    |
| ----- | ----------- | ------------------------ |
| 2003  | Lee Wei     | 666                      |
| 2003  | Lin Yo Wei  | That Street              |
| 2004  | Alex To     | Love You So Much         |
| 2004  | Wang Leehom | The Heart's Sun and Moon |
| 2008  | Kenji Wu    | Love Hurts               |
| 2010  | Vanness Wu  | Reason                   |
| 2010  | Eddie Peng  | Corner of Summer         |
| 2012  | Will Pan    | Forgetting the Hug       |
| 2013  | Hush        | Psycho Love              |
| 2014  | Eric Chou   | My Way To Love           |
| 2017  | Kenji Wu    | Haunted Call             |
| 2017  | Eric Chou   | The Way You Make Me Feel |
| 2019  | Coco Lee    | Broken                   |